# آل عسل

تعديل مصدري - تعديل

آل عسل هي إحدى قرى عزلة سرار بمديرية سرار التابعة لمحافظة أبين، بلغ تعداد سكانها 100 نسمة حسب تعداد اليمن لعام 2004.